# Andrew Vlahov
Andrew Mitchell Vlahov (* 1. April 1969 in Perth) ist ein ehemaliger australischer Basketballspieler.

## Laufbahn
Vlahovs lettischstämmige Mutter Eva (auch Ieva) war Leichtathletin. Sein kroatischstämmiger Vater Len war Leichtathlet und Basketballspieler und später Professor an der University of Western Australia.
Vlahov wuchs in Perth auf und begann mit zwölf Jahren mit dem Basketball. Als Jugendlicher ging er für ein Jahr in den US-Bundesstaat Oregon und spielte Basketball an der South Eugene High School. 1987 ging er erneut in die Vereinigten Staaten, studierte und spielte bis 1991 an der Stanford University. In 110 Partien für die Hochschulmannschaft brachte es Vlahov auf Mittelwerte von 7,1 Punkten und 4,9 Rebounds.
Als Berufsbasketballspieler stand er von 1991  bis 2002 bei den Perth Wildcats unter Vertrag, mit denen er 1991, 1995 und 2000 den Meistertitel in der National Basketball League gewann. Von 1992 bis 2002 führte er die Mannschaft als Kapitän an, 1995 wurde er als bester Spieler der Meisterschaftsendrunde ausgezeichnet. Vlahov stand in 349 NBL-Spielen auf dem Feld, in denen er 5665 Punkte und 3086 Rebounds erzielte.
Mit der australischen Nationalmannschaft nahm Vlahov an den Olympischen Sommerspielen 1988, 1992, 1996 und 2000 sowie den Weltmeisterschaften 1990, 1994 und 1998 teil. Seinen höchsten Punktedurchschnitt bei einem großen Turnier erreichte Vlahov bei der WM 1990 mit 11,6 je Begegnung. Als Australiens Basketballnationalspieler des Jahres wurde er 1991 und 1993 ausgezeichnet.
Vlahov war von 1999 bis 2006 Eigner und Geschäftsführer sowie von 2006 bis 2009 geschäftsführender Direktor der Perth Wildcats, war als Unternehmensberater und in weiteren Geschäftsbereichen (unter anderem in der Sportvermarktung und der Stromerzeugung) in leitenden Stellungen für Unternehmen tätig.
2016 wurde Vlahov als Member des Order of Australia ausgezeichnet.